# Gabriel Gómez
Gabriel Jaime Gómez Jaramillo (Medellín, 8 de Dezembro de 1959) é um ex-futebolista colombiano, que atuava como meia.

## Carreira

### Seleção
que disputou duas Copas e 49 partidas pela Colômbia entre 1985 e 1995, marcando dois gols. Gómez jogou uma partida na Copa de 1994 (foi o jogador mais velho entre os 22 convocados), e quatro partidas no mundial de 1990.
Seu irmão mais velho, Hernán Darío "Bolillo" Gómez, treinou a mesma seleção da Colômbia na Copa de 1998 e do Equador, em 2002 e 2006.

### Clubes
Barrabas, como Gómez era apelidado, atuou nos dois clubes de Medellín, o Atlético Nacional e o Independiente. Ainda teve uma curta passagem pelo Millonarios, entre 1989 e 1990. Abandonou os gramados em 1995, aos 34 anos.

## Títulos

### Como jogador
Atlético Nacional
- Campeonato Colombiano: 1981, 1991, 1994

Millonarios
- Campeonato Colombiano: 1988

### Como treinador
Atlético Nacional
- Copa Merconorte: 1998